# 분노의 역류
《분노의 역류》(영어: Backdraft)는 미국에서 제작된 론 하워드 감독의 1991년 액션 스릴러 영화이다. 커트 러셀, 윌리엄 볼드윈, 로버트 드니로, 도널드 서덜랜드, 제니퍼 제이슨 리, 스콧 글렌, 리베카 더모네이 등이 출연하였고, 리처드 B. 루이스 등이 제작에 참여하였다. 
평단으로부터 대체로 호평을 받았으며, 극장가 흥행에서도 성공하였다. 1992년 제64회 아카데미상 음향상, 음향 효과 편집상, 시각효과상 후보에 올랐다. 이 영화에서 착악한 동명 특수 효과 놀이 기구가 1992년에 유니버설 스튜디오 할리우드에서 개장하여 2010년까지 운영되었다.
2019년 볼드윈과 서덜랜드가 같은 배역을 맡은 속편 《분노의 역류 2》(Backdraft 2)가 비디오 영화로 출시되었다.

## 줄거리
시카고 소방국 엔진 17 소속 브라이언은 1971년 화재 현장에서 소방위인 아버지 데니스가 불을 진압하다가 사망한 사고를 직접 목격하였다. 이후 브라이언은 엔진 17 최장기 근무자인 존을 아버지처럼 따라왔다.
브라이언은 안전을 무시하고 위험천만한 접근법을 쓰는 소방장 형 스티븐과 싸운 끝에 전근하여 화재 조사관 도널드의 조수가 된다. 도널드는 최근 역류(backdraft)를 활용한 연쇄 방화를 조사 중이다.
고층 건물 화재 현장에서 스티븐은 지원 인력을 기다리자는 존의 권유를 무시하고 빠른 투입을 재촉하고, 수습인 팀은 문을 열자마자 역류에 당해 얼굴에 심한 화상을 입는다.
도널드는 연쇄 방화범이 불이 겉잡을 수 없을 정도로 번지지 않도록 설계했다는 점에 주목한다. 또한 피해자들은 시카고 소방국 예산 삭감을 지지하는 시의원 마티 스웨이잭과 어울리는 사람들로, 이들은 아예 시카고 소방국이 문을 닫게 하고 그 자리에 시민 회관을 세워 공사비로 이득을 보려고 공작을 꾸미는 중이다.
도널드가 범인은 소방관일 수밖에 없다는 결론을 내리자 브라이언은 스티븐을 의심하는데...

## 출연
- 커트 러셀 - 소방장 스티븐 "불" 매캐프리 / 소방위 데니스 매키프리 역
- 윌리엄 볼드윈 - 수습 소방관 브라이언 매캐프리 역
- 로버트 드니로 - 소방위 / 화재 조사관 도널드 "섀도" 림게일 역
- 도널드 서덜랜드 - 로널드 바텔 역
- 제니퍼 제이슨 리 - 제니퍼 바이커스 역
- 스콧 글렌 - 소방교 존 "액스" 애드콕스 역
- 리베카 더모네이 - 헬렌 매캐프리 역
- 제이슨 게드릭 - 수습 소방관 팀 크리즈민스키 역
- J. T. 월시 - 시의회 의원 마틴 스웨이잭 역
- 세드릭 영 - 그린들 역
- 잭 맥기 - 오티스 슈밋 역
- 클린트 하워드 - 시체 안치소 안내원 리코 역
- 데이비드 크로즈비 - 70대 히피 역

## 제작

### 섭외
브라이언 매캐프리 역 오디션을 본 배우 중에는 로버트 다우니 주니어, 브래드 피트, 키아누 리브스가 있다.

## 기타 제작진
- 공동 제작: 래리 더웨이
- 협력 제작: 토드 핼러웰
- 미술: 앨버트 브레너
- 의상: 조디 린 틸런

## 우리말 녹음
KBS 성우진 (1996년 9월 26일)
- 엄주환 - 스티븐(커트 러셀)
- 이규화 - 브라이언(윌리엄 볼드윈)
- 양지운 - 림게일(로버트 드니로)
- 김정호 - 로널드(도널드 서덜랜드)
- 임은정 - 제니퍼(제니퍼 제이슨 리)
- 이완호 - 애드콕스(스콧 글렌)
- 송도영 - 헬렌(리베카 더모네이)
- 이봉준 - 스웨이잭(J. T. 월시)
- 문영래 - 존 피츠제럴드 서장(앤서니 마커스 시니어)
- 이윤선 - 슈밋(잭 맥기)
- 김준
- 김익태
- 김순영
- 김관진
- 김소형